# Saint-Bard
Saint-Bard ist eine Gemeinde im Zentralmassiv in Frankreich. Sie gehört zur Region Nouvelle-Aquitaine, zum Département Creuse, zum Arrondissement Aubusson und zum Kanton Auzances.

## Lage
Saint-Bard liegt am Fluss Roudeau, der hier noch Ruisseau de Sannes genannt wird.
Die vormalige Route nationale 696 führt über Saint-Bard. Die Gemeinde grenzt im Westen und im Norden an Mautes, im Nordosten an Lioux-les-Monges, im Osten an La Mazière-aux-Bons-Hommes, im Süden an La Villeneuve und im Südwesten an Saint-Oradoux-près-Crocq.

## Bevölkerungsentwicklung
| Jahr      | 1962 | 1968 | 1975 | 1982 | 1990 | 1999 | 2008 | 2012 |
| --------- | ---- | ---- | ---- | ---- | ---- | ---- | ---- | ---- |
| Einwohner | 152  | 142  | 133  | 114  | 117  | 101  | 105  | 107  |

## Sehenswürdigkeiten

Kirche Saint-Blaise

- Kirche Saint-Blaise